# Football League Championship 2014-2015
La  Football League Championship 2014-2015 è stato il 112º campionato di calcio inglese di seconda divisione, il ventiduesimo sotto il formato attuale. Il titolo è stato vinto dal Bournemouth, al suo primo titolo.

## Stagione

### Novità
Al termine della stagione precedente sono state promosse direttamente in Premier League il Leicester City, che ritorna nella massima serie dopo ben dieci stagioni di assenza, e il Burnley, arrivate rispettivamente 1ª e 2ª al termine della stagione regolare. Al termine dei Play-off, dopo aver raggiunto la 4ª posizione in classifica, ha raggiunto la promozione anche il QPR, facendo così immediato ritorno in Premier League.
Doncaster (22ª), Barnsley (23ª) e Yeovil Town (24ª) sono retrocesse in League One.
Al loro posto sono presenti le tre retrocesse dalla Premier League, che sono Norwich City, Fulham e Cardiff City, rispettivamente 18ª, 19ª e 20ª, e le tre neopromosse dalla League One: il Wolverhampton, il Brentford direttamente, e il Rotherham Utd dopo i play-off.

## Squadre partecipanti
| Squadra           | Stagione | Città         | Stadio                 | Stagione precedente |
| ----------------- | -------- | ------------- | ---------------------- | ------------------- |
| Birmingham City   |          | Birmingham    | St Andrew's Stadium    |                     |
| Blackburn         |          | Blackburn     | Ewood Park             |                     |
| Blackpool         |          | Blackpool     | Bloomfield Road        |                     |
| Bolton            |          | Bolton        | Macron Stadium         |                     |
| Bournemouth       |          | Bournemouth   | Dean Court             |                     |
| Brentford         |          | Londra        | Griffin Park           |                     |
| Brighton          |          | Brighton      | AMEX Community Stadium |                     |
| Cardiff City      |          | Cardiff       | Cardiff City Stadium   |                     |
| Charlton          |          | Londra        | The Valley             |                     |
| Derby County      |          | Derby         | Pride Park Stadium     |                     |
| Fulham            |          | Londra        | Craven Cottage         |                     |
| Huddersfield Town |          | Huddersfield  | Galpharm Stadium       |                     |
| Ipswich Town      |          | Ipswich       | Portman Road           |                     |
| Leeds Utd         |          | Leeds         | Elland Road            |                     |
| Middlesbrough     |          | Middlesbrough | Riverside Stadium      |                     |
| Millwall          |          | Londra        | The Den                |                     |
| Norwich City      |          | Norwich       | Carrow Road            |                     |
| Nottingham Forest |          | Nottingham    | City Ground            |                     |
| Reading           |          | Reading       | Madejski Stadium       |                     |
| Rotherham Utd     |          | Rotherham     | New York Stadium       |                     |
| Sheffield Weds    |          | Sheffield     | Hillsborough Stadium   |                     |
| Watford           |          | Watford       | Vicarage Road          |                     |
| Wigan             |          | Wigan         | DW Stadium             |                     |
| Wolverhampton     |          | Wolverhampton | Molineux Stadium       |                     |

## Allenatori e primatisti
| Squadra           | Allenatore          | Calciatore più presente | Cannoniere |
| ----------------- | ------------------- | ----------------------- | ---------- |
| Birmingham City   | Gary Rowett         |                         |            |
| Blackburn         | Gary Bowyer         |                         |            |
| Blackpool         | Lee Clark           |                         |            |
| Bolton            | Neil Lennon         |                         |            |
| Bournemouth       | Eddie Howie         |                         |            |
| Brentford         | Mark Warburton      |                         |            |
| Brighton          | Sami Hyypiä         |                         |            |
| Cardiff City      | Ole Gunnar Solskjær |                         |            |
| Charlton          | Bob Peeters         |                         |            |
| Derby County      | Steve McClaren      |                         |            |
| Fulham            | Kit Symons          |                         |            |
| Huddersfield Town | Mark Lillis         |                         |            |
| Ipswich Town      | Mick McCarthy       |                         |            |
| Leeds Utd         | Neil Redfearn       |                         |            |
| Middlesbrough     | Aitor Karanka       |                         |            |
| Millwall          | Ian Holloway        |                         |            |
| Norwich City      | Neil Adams          |                         |            |
| Nottingham Forest | Stuart Pearce       |                         |            |
| Reading           | Steve Clarke        |                         |            |
| Rotherham Utd     | Steve Evans         |                         |            |
| Sheffield Weds    | Stuart Gray         |                         |            |
| Watford           | Slaviša Jokanović   |                         |            |
| Wigan             | Gary Caldwell       |                         |            |
| Wolverhampton     | Kenny Jackett       |                         |            |

## Classifica
|  | Pos. | Squadra           | Pt | G  | V  | N  | P  | GF | GS | DR  |
|  | ---- | ----------------- | -- | -- | -- | -- | -- | -- | -- | --- |
|  | 1.   | Bournemouth       | 90 | 46 | 26 | 12 | 8  | 98 | 45 | +53 |
|  | 2.   | Watford           | 89 | 46 | 27 | 8  | 11 | 91 | 50 | +41 |
|  | 3.   | Norwich City      | 86 | 46 | 25 | 11 | 10 | 87 | 48 | +39 |
|  | 4.   | Middlesbrough     | 85 | 46 | 25 | 10 | 11 | 68 | 37 | +31 |
|  | 5.   | Brentford         | 78 | 46 | 23 | 9  | 14 | 78 | 59 | +19 |
|  | 6.   | Ipswich Town      | 78 | 46 | 23 | 12 | 12 | 72 | 54 | +18 |
|  | 7.   | Wolverhampton     | 78 | 46 | 22 | 12 | 12 | 70 | 56 | +14 |
|  | 8.   | Derby County      | 77 | 46 | 21 | 14 | 11 | 85 | 56 | +29 |
|  | 9.   | Blackburn         | 67 | 46 | 17 | 16 | 13 | 66 | 59 | +7  |
|  | 10.  | Birmingham City   | 63 | 46 | 16 | 15 | 15 | 54 | 64 | -10 |
|  | 11.  | Cardiff City      | 62 | 46 | 16 | 14 | 16 | 57 | 61 | -4  |
|  | 12.  | Charlton          | 60 | 46 | 14 | 18 | 14 | 54 | 60 | -6  |
|  | 13.  | Sheffield Weds    | 60 | 46 | 14 | 18 | 14 | 43 | 49 | -6  |
|  | 14.  | Nottingham Forest | 59 | 46 | 15 | 14 | 17 | 71 | 69 | +2  |
|  | 15.  | Leeds Utd         | 56 | 46 | 15 | 11 | 21 | 50 | 61 | -11 |
|  | 16.  | Huddersfield Town | 55 | 46 | 13 | 16 | 17 | 58 | 75 | -17 |
|  | 17.  | Fulham            | 52 | 46 | 14 | 10 | 22 | 62 | 83 | -21 |
|  | 18.  | Bolton            | 51 | 46 | 13 | 12 | 21 | 54 | 67 | -13 |
|  | 19.  | Reading           | 50 | 46 | 13 | 11 | 22 | 48 | 69 | -21 |
|  | 20.  | Brighton          | 47 | 46 | 10 | 17 | 19 | 44 | 54 | -10 |
|  | 21.  | Rotherham Utd     | 46 | 46 | 11 | 16 | 19 | 46 | 67 | -21 |
|  | 22.  | Millwall          | 41 | 46 | 9  | 14 | 23 | 42 | 76 | -34 |
|  | 23.  | Wigan             | 39 | 46 | 9  | 12 | 25 | 39 | 64 | -25 |
|  | 24.  | Blackpool         | 26 | 46 | 4  | 14 | 28 | 36 | 91 | -55 |

Legenda:
      Promosso in Premier League 2015-2016.
  Partecipa ai play-off o ai play-out.
      Retrocesso in Football League One 2015-2016.
Regolamento:
Tre punti a vittoria, uno a pareggio, zero a sconfitta.
In caso di arrivo di due o più squadre a pari punti, la graduatoria verrà stilata secondo la Differenza reti tra le squadre interessate.
Note:
Il Rotherham Utd ha scontato 3 punti di penalizzazione.

## Risultati

### Calendario
| andata     | 1ª giornata              | ritorno      |
| 9 ago.2014 |                          | 14 feb. 2015 |
| 1-1        | Blackburn-Cardiff        | 1-1          |
| 1-1        | Brentford-Charlton       | 0-3          |
| 0-1        | Brighton-Sheffield Wed   | 0-0          |
| 1-0        | Derby County-Rotherham   | 3-3          |
| 0-4        | Huddersfield-Bournemouth | 1-1          |
| 2-1        | Ipswich-Fulham           | 2-1          |
| 2-0        | Middlesbrough-Birmingham | 1-1          |
| 2-0        | Millwall-Leeds           | 0-1          |
| 2-0        | Nott'm Forest-Blackpool  | 4-4          |
| 3-0        | Watford-Bolton           | 4-3          |
| 2-2        | Wigan-Reading            | 1-0          |
| 1-0        | Wolverhampton-Norwich    | 0-2          |

| andata       | 4ª giornata                 | ritorno      |
| 23 ago. 2014 |                             | 28 feb. 2015 |
| 3-2          | Blackburn-Bournemouth       | 0-0          |
| 1-1          | Brentford-Birmingham        | 0-1          |
| 2-1          | Brighton-Bolton             | 0-1          |
| 5-1          | Derby County-Fulham         | 0-2          |
| 1-1          | Huddersfield-Charlton       | 0-3          |
| 0-1          | Ipswich-Norwich             | 0-2          |
| 2-3          | Middlesbrough-Sheffield Wed | 0-2          |
| 0-1          | Millwall-Rotherham          | 1-2          |
| 4-0          | Nott'm Forest-Reading       | 3-0          |
| 4-1          | Watford-Leeds               | 3-2          |
| 1-0          | Wigan-Blackpool             | 3-1          |
| 1-0          | Wolverhampton-Cardiff       | 1-0          |

| andata       | 7ª giornata              | ritorno      |
| 16 set. 2014 |                          | 24 gen. 2015 |
| 0-2          | Birmingham-Sheffield Wed | 0-0          |
| 2-3          | Blackburn-Derby County   | 0-2          |
| 0-1          | Blackpool-Watford        | 2-7          |
| 3-2          | Bolton-Rotherham         | 2-4          |
| 1-3          | Bournemouth-Leeds        | 0-1          |
| 0-3          | Brentofrd-Norwich        | 2-1          |
| 0-1          | Cardiff-Middlesbrough    | 1-2          |
| 1-1          | Charlton-Wolverhampton   | 0-0          |
| 0-0          | Huddersfield-Wigan       | 1-0          |
| 2-0          | Ipswich-Brighton         | 2-3          |
| 5-3          | Nott'm Forest-Fulham     | 2-3          |
| 3-2          | Reading-Millwall         | 0-0          |

| andata       | 10ª giornata               | ritorno      |
| 30 set. 2014 |                            | 10 feb. 2015 |
| 1-1          | Brighton-Cardiff           | 0-0          |
| 2-0          | Derby County-Bournemouth   | 2-2          |
| 4-0          | Fulham-Bolton              | 1-3          |
| 0-0          | Leeds-Reading              | 2-0          |
| 1-1          | Middlesbrough-Blackpool    | 2-1          |
| 1-3          | Millwall-Birmingham        | 1-0          |
| 0-1          | Norwich-Charlton           | 3-2          |
| 2-0          | Rotherham-Blackburn        | 1-2          |
| 1-1          | Sheffield Wed-Ipswich      | 1-2          |
| 2-1          | Watford-Brentford          | 2-1          |
| 0-0          | Wigan-Nott'm Forest        | 0-3          |
| 1-3          | Wolverhampton-Huddersfield | 4-1          |

| andata       | 13ª giornata                | ritorno      |
| 21 ott. 2014 |                             | 14 apr. 2015 |
| 1-0          | Blackburn-Birmingham        | 2-2          |
| 0-1          | Blackpool-Derby County      | 0-4          |
| 3-0          | Bournemouth-Reading         | 1-0          |
| 0-0          | Brentford-Sheffield Wed     | 0-1          |
| 3-1          | Cardiff-Ipswich             | 1-3          |
| 2-1          | Charlton-Bolton             | 1-1          |
| 1-1          | Huddersfield-Brighton       | 0-0          |
| 1-1          | Norwich-Leeds               | 2-0          |
| 3-3          | Rotherham-Fulham            | 1-1          |
| 2-2          | Watford-Nott'm Forest       | 3-1          |
| 0-0          | Wigan-Millwall              | 0-2          |
| 2-0          | Wolverhampton-Middlesbrough | 1-2          |

| andata      | 16ª giornata              | ritorno     |
| 4 nov. 2014 |                           | 6 apr. 2015 |
| 2-1         | Birmingham-Watford        | 0-1         |
| 3-0         | Bolton-Cardiff            | 3-0         |
| 1-0         | Brighton-Wigan            | 1-2         |
| 3-2         | Derby County-Huddersfield | 4-4         |
| 2-2         | Fulham-Blackpool          | 1-0         |
| 2-1         | Ipswich-Wolverhampton     | 1-1         |
| 2-2         | Leeds-Charlton            | 1-2         |
| 4-0         | Middlesbrough-Norwich     | 1-0         |
| 2-2         | Millwall-Blackburn        | 0-2         |
| 1-3         | Nott'm Forest-Brentford   | 2-2         |
| 3-0         | Reading-Rotherham         | 1-2         |
| 0-2         | Sheffield Wed-Bournemouth | 2-2         |

| andata       | 19ª giornata             | ritorno      |
| 29 nov. 2014 |                          | 28 dic. 2014 |
| 2-1          | Birmingham-Nott'm Forest | 3-1          |
| 1-0          | Bolton-Huddersfield      | 1-2          |
| 2-2          | Bournemouth-Millwall     | 2-0          |
| 4-0          | Brentford-Wolverhampton  | 1-2          |
| 1-2          | Brighton-Fulham          | 2-0          |
| 0-1          | Charlton-Ipswich         | 0-3          |
| 2-0          | Leeds-Derby County       | 0-2          |
| 1-1          | Middlesbrough-Blackburn  | 0-0          |
| 1-2          | Norwich-Reading          | 1-2          |
| 1-1          | Rotherham-Blackpool      | 1-1          |
| 2-1          | Sheffield Wed-Wigan      | 1-0          |
| 0-1          | Watford-Cardiff          | 4-2          |

| andata       | 22ª giornata            | ritorno      |
| 20 dic. 2014 |                         | 14 mar. 2015 |
| 2-0          | Blackburn-Charlton      | 3-1          |
| 1-6          | Blackpool-Bournemouth   | 0-4          |
| 2-3          | Cardiff-Brentford       | 2-1          |
| 2-2          | Derby-Norwich           | 1-1          |
| 4-0          | Fulham-Sheffield Wed    | 1-1          |
| 0-1          | Huddersfield-Birmingham | 1-1          |
| 2-0          | Ipswich-Middlesbrough   | 1-4          |
| 0-1          | Millwall-Bolton         | 0-2          |
| 1-1          | Nott'm Forest-Leeds     | 0-0          |
| 0-1          | Reading-Watford         | 1-4          |
| 1-2          | Wigan-Rotherham         | 2-1          |
| 1-1          | Wolverhampton-Brighton  | 1-1          |

| andata       | 2ª giornata                | ritorno      |
| 16 ago. 2014 |                            | 21 feb. 2015 |
| 1-0          | Birmingham-Brighton        | 3-4          |
| 1-2          | Blackpool-Blackburn        | 1-1          |
| 2-2          | Bolton-Nott'm Forest       | 1-4          |
| 1-0          | Bournemouth-Brentford      | 1-3          |
| 3-1          | Cardiff-Huddersfield       | 0-0          |
| 2-1          | Charlton-Wigan             | 3-0          |
| 0-1          | Fulham-Millwall            | 0-0          |
| 1-0          | Leeds-Middlesbrough        | 1-0          |
| 3-0          | Norwich-Watford            | 3-0          |
| 1-0          | Reading-Ipswich            | 1-0          |
| 1-0          | Rotherham-Wolverhampton    | 0-5          |
| 0-0          | Sheffield Wed-Derby County | 2-3          |

| andata       | 5ª giornata                 | ritorno      |
| 30 ago. 2014 |                             | 10 gen. 2015 |
| 2-2          | Brighton-Charlton           | 1-0          |
| 1-1          | Derby County-Ipswich        | 1-0          |
| 1-1          | Fulham-Cardiff              | 0-1          |
| 1-0          | Leeds-Bolton                | 1-1          |
| 0-1          | Middlesbrough-Reading       | 0-0          |
| 2-1          | Millwall-Blackpool          | 0-1          |
| 1-1          | Norwich-Bournemouth         | 2-1          |
| 0-2          | Rotherham-Brentford         | 0-1          |
| 0-1          | Sheffield Wed-Noot'm Forest | 2-0          |
| 4-2          | Watford-Huddersfield        | 1-3          |
| 4-0          | Wigan-Birmingham            | 1-3          |
| 3-1          | Wolverhamtpton-Blackburn    | 1-0          |

| andata       | 8ª giornata             | ritorno      |
| 20 set. 2014 |                         | 31 gen. 2015 |
| 0-0          | Brighton-Blackpool      | 0-1          |
| 2-2          | Derby County-Cardiff    | 2-0          |
| 0-1          | Fulham-Blackburn        | 1-2          |
| 3-0          | Leeds-Huddersfield      | 2-1          |
| 4-0          | Middlesbrough-Brentford | 1-0          |
| 0-0          | Millwall-Nott'm Forest  | 1-0          |
| 2-2          | Norwich-Birmingham      | 0-0          |
| 1-1          | Rotherham-Charlton      | 1-1          |
| 1-0          | Sheffield Wed-Reading   | 0-2          |
| 1-1          | Watford-Bournemouth     | 0-2          |
| 1-2          | Wigan-Ipswich           | 0-0          |
| 1-0          | Wolverhampton-Bolton    | 2-2          |

| andata      | 11ª giornata           | ritorno      |
| 4 ott. 2014 |                        | 25 apr. 2015 |
| 0-0         | Blackburn-Huddersfield | 2-2          |
| 1-0         | Blackpool-Cardiff      | 2-3          |
| 1-2         | Bolton-Bournemouth     | 0-3          |
| 3-1         | Brentford-Reading      | 2-0          |
| 1-1         | Charlton-Birmingham    | 0-1          |
| 0-0         | Derby County-Millwall  | 3-3          |
| 1-1         | Leeds-Sheffield Wed    | 2-1          |
| 2-0         | Middlesbrough-Fulham   | 3-4          |
| 1-1         | Norwich-Rotherham      | 1-1          |
| 2-2         | Nott'm Forest-Ipswich  | 1-2          |
| 1-1         | Watford-Brighton       | 2-0          |
| 2-2         | Wolverhampton-Wigan    | 1-0          |

| andata       | 14ª giornata            | ritorno      |
| 25 ott. 2014 |                         | 18 apr. 2015 |
| 0-8          | Birmingham-Bournemouth  | 2-4          |
| 3-1          | Bolton-Brentford        | 2-2          |
| 1-1          | Brighton-Rotherham      | 0-1          |
| 1-2          | Derby County-Wigan      | 2-0          |
| 3-0          | Fulham-Charlton         | 1-1          |
| 2-2          | Ipswich-Huddersfield    | 1-2          |
| 1-2          | Leeds-Wolverhampton     | 3-4          |
| 1-1          | Middlesbrough-Watford   | 0-2          |
| 1-0          | Millwall-Cardiff        | 0-0          |
| 1-3          | Nott'm Forest-Blackburn | 3-3          |
| 3-0          | Reading-Blackpool       | 1-1          |
| 0-0          | Sheffield Wed-Norwich   | 0-2          |

| andata      | 17ª giornata               | ritorno      |
| 8 nov. 2014 |                            | 21 mar. 2015 |
| 0-0         | Birmingham-Cardiff         | 0-2          |
| 1-1         | Brighton-Blackburn         | 1-0          |
| 3-1         | Bolton-Wigan               | 1-1          |
| 5-0         | Derby County-Wolverhampton | 0-2          |
| 3-1         | Fulham-Huddersfield        | 2-0          |
| 1-0         | Ipswich-Watford            | 1-0          |
| 3-1         | Leeds-Blackpool            | 1-1          |
| 0-0         | Middlesbrough-Bournemouth  | 0-3          |
| 2-3         | Millwall-Brentford         | 2-2          |
| 2-1         | Nott'm Forest-Norwich      | 1-3          |
| 0-1         | Reading-Charlton           | 2-3          |
| 0-0         | Sheffield Wed-Rotherham    | 3-2          |

| andata      | 20ª giornata              | ritorno     |
| 6 dic. 2014 |                           | 3 mar. 2015 |
| 1-2         | Blackburn-Sheffield Wed   | 2-1         |
| 1-0         | Blackpool-Birmingham      | 0-1         |
| 0-0         | Cardiff-Rotherham         | 3-1         |
| 3-0         | Derby County-Brighton     | 0-2         |
| 0-5         | Fulham-Watford            | 0-1         |
| 2-1         | Huddersfield-Brentford    | 1-4         |
| 4-1         | Ipswich-Leeds             | 1-2         |
| 1-5         | Millwall-Middlesbrough    | 0-3         |
| 1-1         | Nott'm Forest-Charlton    | 1-2         |
| 0-0         | Reading-Bolton            | 1-1         |
| 0-1         | Wigan-Norwich             | 1-0         |
| 1-2         | Wolverhampton-Bournemouth | 1-2         |

| andata       | 23ª giornata                | ritorno     |
| 26 dic. 2014 |                             | 7 mar. 2015 |
| 0-4          | Birmingham-Derby County     | 2-2         |
| 2-1          | Bolton-Blackburn            | 0-1         |
| 2-0          | Bournemouth-Fulham          | 5-1         |
| 2-4          | Brentford-Ipswich           | 1-1         |
| 2-2          | Brighton-Reading            | 1-2         |
| 1-1          | Charlton-Cardiff            | 2-1         |
| 0-2          | Leeds-Wigan                 | 1-0         |
| 3-0          | Middlesbrough-Nott'm Forest | 1-2         |
| 6-1          | Norwich-Millwall            | 4-1         |
| 2-2          | Rotherham-Huddersfield      | 2-0         |
| 1-0          | Sheffield Wed-Blackpool     | 1-0         |
| 0-1          | Watford-Wolverhampton       | 2-2         |

| andata       | 3ª giornata               | ritorno      |
| 19 ago. 2014 |                           | 24 feb. 2015 |
| 2-2          | Birmingham-Ipswich        | 2-4          |
| 1-2          | Blackpool-Brentford       | 0-4          |
| 1-2          | Bolton-Middlesbrough      | 0-1          |
| 1-2          | Bournemouth-Nott'm Forest | 1-2          |
| 1-0          | Cardiff-Wigan             | 1-0          |
| 3-2          | Charlton-Derby County     | 0-2          |
| 0-1          | Fulham-Wolverhampton      | 0-3          |
| 0-2          | Leeds-Brighton            | 0-2          |
| 3-1          | Norwich-Blackburn         | 2-1          |
| 1-2          | Reading-Huddersfield      | 0-3          |
| 0-2          | Rotherham-Watford         | 0-3          |
| 1-1          | Sheffield Wed-Millwall    | 3-1          |

| andata      | 6ª giornata                | ritorno      |
| 13 set.2014 |                            | 17 gen. 2015 |
| 1-1         | Birmingham-Leeds           | 1-1          |
| 3-1         | Blackburn-Wigan            | 1-1          |
| 0-0         | Blackpool-Wolverhampton    | 0-2          |
| 0-0         | Bolton-Sheffield Wed       | 2-1          |
| 1-1         | Bournemouth-Rotherham      | 2-0          |
| 3-2         | Brentford-Brighton         | 1-0          |
| 2-4         | Cardiff-Norwich            | 2-3          |
| 1-0         | Charlton-Watford           | 0-5          |
| 1-2         | Huddersfield-Middlesbrough | 0-2          |
| 2-0         | Ipswich-Millwall           | 3-1          |
| 1-1         | Nott'm Forest-Derby County | 2-1          |
| 3-0         | Reading-Fulham             | 1-2          |

| andata       | 9ª giornata            | ritorno     |
| 27 set. 2014 |                        | 7 feb. 2015 |
| 1-2          | Birmingham-Fulham      | 1-1         |
| 2-2          | Blackburn-Watford      | 0-1         |
| 1-3          | Blackpool-Norwich      | 0-4         |
| 0-2          | Bolton-Derby County    | 1-4         |
| 2-0          | Bournemouth-Wigan      | 3-1         |
| 2-0          | Brentford-Leeds        | 1-0         |
| 2-1          | Cardiff-Sheffield Wed  | 1-1         |
| 0-0          | Charlton-Middlesbrough | 1-3         |
| 2-1          | Huddersfield-Millwall  | 3-1         |
| 2-0          | Ipswich-Rotherham      | 0-2         |
| 0-0          | Nott'm Forest-Brighton | 3-2         |
| 3-3          | Reading-Wolverhampton  | 2-1         |

| andata       | 12ª giornata           | ritorno     |
| 18 ott. 2014 |                        | 2 mag. 2015 |
| 0-1          | Birmingham-Bolton      | 1-0         |
| 1-0          | Bournemouth-Charlton   | 3-0         |
| 1-2          | Brighton-Middlesbrough | 0-0         |
| 2-1          | Cardiff-Nott'm Forest  | 2-1         |
| 1-0          | Fulham-Norwich         | 2-4         |
| 4-2          | Huddersfield-Blackpool | 0-0         |
| 1-1          | Ipswich-Blackburn      | 2-3         |
| 3-3          | Millwall-Wolverhampton | 2-4         |
| 0-3          | Reading-Derby County   | 3-0         |
| 2-1          | Rotherham-Leeds        | 0-0         |
| 0-3          | Sheffield Wed-Watford  | 1-1         |
| 0-0          | Wigan-Brentford        | 0-3         |

| andata      | 15ª giornata               | ritorno      |
| 1 nov. 2014 |                            | 11 apr. 2015 |
| 3-1         | Blackburn-Reading          | 0-0          |
| 0-2         | Blackpool-Ipswich          | 2-3          |
| 3-2         | Bournemouth-Brighton       | 2-0          |
| 2-1         | Brentford-Derby County     | 1-1          |
| 3-1         | Cardiff-Leeds              | 2-1          |
| 1-1         | Charlton-Sheffield Wed     | 1-1          |
| 3-0         | Huddersfield-Nott'm Forest | 1-0          |
| 2-1         | Norwich-Bolton             | 2-1          |
| 0-3         | Rotherham-Middlesbrough    | 0-2          |
| 3-1         | Watford-Millwall           | 2-0          |
| 3-3         | Wigan-Fulham               | 2-2          |
| 0-0         | Wolverhampton-Birmingham   | 1-2          |

| andata       | 18ª giornata                | ritorno     |
| 22 nov. 2014 |                             | 3 apr. 2015 |
| 2-1          | Blackburn-Leeds             | 3-0         |
| 1-1          | Blackpool-Bolton            | 1-1         |
| 2-2          | Bournemouth-Ipswich         | 1-1         |
| 2-1          | Brentford-Fulham            | 4-1         |
| 2-1          | Cardiff-Reading             | 1-1         |
| 0-0          | Charlton-Millwall           | 1-2         |
| 0-0          | Huddersfield-Sheffield Wed  | 1-1         |
| 3-3          | Norwich-Brighton            | 1-0         |
| 0-1          | Rotherham-Birmingham        | 1-2         |
| 1-2          | Watford-Derby County        | 2-2         |
| 1-1          | Wigan-Middlesbrough         | 0-1         |
| 0-3          | Wolverhampton-Nott'm Forest | 2-1         |

| andata       | 21ª giornata                | ritorno      |
| 13 dic. 2014 |                             | 17 mar. 2015 |
| 6-1          | Birmingham-Reading          | 1-0          |
| 0-0          | Bolton-Ipswich              | 0-1          |
| 5-3          | Bournemouth-Cardiff         | 1-1          |
| 3-1          | Brentford-Blackburn         | 3-2          |
| 0-1          | Brighton-Millwall           | 0-0          |
| 2-2          | Charlton-Blackpool          | 3-0          |
| 0-1          | Leeds-Fulham                | 3-0          |
| 2-0          | Middlesbrough-Derby County  | 1-0          |
| 5-0          | Norwich-Huddersfield        | 2-2          |
| 0-0          | Rotherham-Nott'm Forest     | 0-2          |
| 0-1          | Sheffield Wed-Wolverhampton | 0-3          |
| 2-1          | Watford-Wigan               | 2-0          |

## Spareggi

### Playoff

#### Tabellone
|  | Semifinali    | Semifinali    | Semifinali | Semifinali | Semifinali |  |  | Finale        | Finale        | Finale |  |
|  |               |               |            |            |            |  |  |               |               |        |  |
|  | Ipswich Town  | Ipswich Town  | 1          | 1          | 2          |  |  |               |               |        |  |
|  | Norwich City  | Norwich City  | 1          | 3          | 4          |  |  | Norwich City  | Norwich City  | 2      |  |
|  | Brentford     | Brentford     | 1          | 0          | 1          |  |  | Middlesbrough | Middlesbrough | 0      |  |
|  | Middlesbrough | Middlesbrough | 2          | 3          | 5          |  |  |               |               |        |  |

#### Semifinali
|               | Risultati |               | Luogo e data                  |
| ------------- | --------- | ------------- | ----------------------------- |
| Brentford     | 1-2       | Middlesbrough | Londra, 8 maggio 2015         |
| Middlesbrough | 3-0       | Brentford     | Middlesbrough, 15 maggio 2015 |
|               |           |               |                               |
| Ipswich Town  | 1-1       | Norwich City  | Ipswich, 9 maggio 2015        |
| Norwich City  | 3-1       | Ipswich Town  | Norwich, 16 maggio 2015       |
|               |           |               |                               |

#### Finale
|              | Risultati |               | Luogo e data           |
| ------------ | --------- | ------------- | ---------------------- |
| Norwich City | 2-0       | Middlesbrough | Londra, 25 maggio 2015 |
|              |           |               |                        |

## Statistiche

### Squadre

#### Capoliste solitarie
|    | —— | —— | ——                | ——                | ——                | ——                | ——                | ——  | ——  | ——  | ——  | ——  | ——  | ——  | ——  | ——  | ——  | ——  | ——  | ——  | ——  | ——  | ——  | ——  | ——  | ——  | ——  | ——  | ——  | ——  | ——  | ——  | ——  | ——  | ——  | ——  | ——  | ——  | ——  | ——  | ——  | ——  | ——  | ——  | ——  | —— |  |
|    |    |    | Nottingham Forest | Nottingham Forest | Nottingham Forest | Nottingham Forest | Nottingham Forest | Nor |     | Wat | Der |     | Der |     |     | Der | Der | Der |     |     | Bou | Bou |     |     | Bou |     |     |     | Mid |     | Der | Der | Der |     |     |     |     | Bou | Mid | Bou | Bou | Bou | Wat | Bou | Bou |    |  |
|    |    |    |                   |                   |                   |                   |                   |     |     |     |     |     |     |     |     |     |     |     |     |     |     |     |     |     |     |     |     |     |     |     |     |     |     |     |     |     |     |     |     |     |     |     |     |     |     |    |  |
|    |    |    |                   |                   |                   |                   |                   |     |     |     |     |     |     |     |     |     |     |     |     |     |     |     |     |     |     |     |     |     |     |     |     |     |     |     |     |     |     |     |     |     |     |     |     |     |     |    |  |
| 1ª | 2ª | 3ª | 4ª                | 5ª                | 6ª                | 7ª                | 8ª                | 9ª  | 10ª | 11ª | 12ª | 13ª | 14ª | 15ª | 16ª | 17ª | 18ª | 19ª | 20ª | 21ª | 22ª | 23ª | 24ª | 25ª | 26ª | 27ª | 28ª | 29ª | 30ª | 31ª | 32ª | 33ª | 34ª | 35ª | 36ª | 37ª | 38ª | 39ª | 40ª | 41ª | 42ª | 43ª | 44ª | 45ª | 46ª |    |  |

#### Primati stagionali
Squadre
- Maggior numero di vittorie: Watford (27)
- Minor numero di vittorie: Blackpool (4)
- Maggior numero di pareggi: Charlton e Sheffield Weds (18)
- Minor numero di pareggi: Watford (8)
- Maggior numero di sconfitte: Blackpool (28)
- Minor numero di sconfitte: Bournemouth (8)
- Miglior attacco: Bournemouth (98 gol fatti)
- Peggior attacco: Blackpool (36 gol fatti)
- Miglior difesa: Middlesbrough (37 gol subiti)
- Peggior difesa: Blackpool (91 gol subiti)
- Miglior differenza reti: Bournemouth (+53)
- Peggior differenza reti: Blackpool (-55)

Partite
- Partita con più reti (8):

Nottingham Forest - Fulham 5-3
Birmingham City - Bournemouth 0-8
Bournemouth - Cardiff City 5-3
- Partita con maggiore scarto di gol (8): Birmingham City - Bournemouth 0-8 (8)

### Individuali

#### Classifica marcatori
Fonte:
| Gol |  |  | Giocatore       | Squadra       |
| --- |  |  | --------------- | ------------- |
| 27  |  |  | Daryl Murphy    | Ipswich Town  |
| 21  |  |  | Troy Deeney     | Watford       |
| 21  |  |  | Jordan Rhodes   | Blackburn     |
| 20  |  |  | Rudy Gestede    | Blackburn     |
| 20  |  |  | Odion Ighalo    | Watford       |
| 20  |  |  | Callum Wilson   | Bournemouth   |
| 18  |  |  | Cameron Jerome  | Norwich City  |
| 18  |  |  | Chris Martin    | Derby County  |
| 17  |  |  | Patrick Bamford | Middlesbrough |
| 17  |  |  | Ross McCormack  | Fulham        |